# Juiz de Fora Imperadores
O Juiz de Fora Imperadores, ou apenas JF Imperadores, é um time brasileiro de futebol americano de Juiz de Fora, Minas Gerais.

## História
Na Liga Nacional de Futebol Americano de 2017, o Juiz de Fora Imperadores conquista o título da Conferência Sudeste e consequentemente o acesso ao Brasil Futebol Americano, divisão principal do Campeonato Brasileiro, mesmo perdendo o jogo para o Jaraguá Breakers na semifinal da competição, devido à derrota do Rio Preto Weilers da mesma conferência para o Sorriso Hornets na outra semifinal.
Em 2018, o Juiz de Fora Imperadores faz parceria com o Cruzeiro Esporte Clube e passa a chamar-se Cruzeiro Imperadores. O Cruzeiro fazia parceria até 2017 com o Get Eagles Futebol Americano, ano que conquistaram o Brasil Futebol Americano, utilizando o nome de Sada Cruzeiro Futebol Americano. Menos de três meses após anúncio de acordo que valeria por dois anos, equipes decidem dar fim à parceria por dificuldades com logística entre Juiz de Fora e Belo Horizonte. Com isso o time volta a chamar-se Juiz de Fora Imperadores. Antes do início do Brasil Futebol Americano de 2018, o Imperadores desistiu da competição alegando problemas financeiros e estruturais. Devido à desistência após a divulgação da tabela de jogos a equipe fica suspensa até 2020 de qualquer competição nacional.